# 五月倶楽部シリーズ
『五月倶楽部シリーズ』（メイクラブシリーズ）は、デザイアー開発、エクセレンツ販売のパソコン用アダルトアドベンチャーゲームのシリーズ。覇王からリメイク版が出ている。第1作のみ、北米版（英語版）がJAST・ミルキーハウスから発売されている。

## 概要
本作はWindows 95の登場を目前に控えた、PC-9801の晩期に発売された。システム的には一般的なコマンド選択式アドベンチャーゲームだが、物語の舞台を、バーチャルリアリティ空間「五月倶楽部」に限定することで、主人公（プレイヤー）や攻略対象となる人物たちを比較的無理なく動かすことに成功している。また、人物を丁寧に描写したシナリオや、状況に応じて人物の立ち絵がくるくる変わる仕様によって、限られた容量で会話らしさを伝えようとしていることも特徴である。人物の表情だけでなく、立ち絵もその都度変わるのは、恋愛アドベンチャーゲームでは本作が初めてといわれる。
人物によって、ストーリーはシリアスなものからギャグ調、性的にもおとなしいものからかなりアブノーマルな方向に行くシナリオもあり、バラエティに富んでいる。
仮想現実世界なので、登場人物達は現実での何かを隠したり、あるいは偽っていることが多い。
Windows移植では、グラフィックはPC-9801の16色のままであった。
1997年に発売された続編は、強制フルスクリーンになった。
2001年には、第1作をリメイクし、新キャラクターを追加した『五月倶楽部DX』（メイクラブデラックス）が発売された。
どの作品も基本的な進行は同じで、一定期間内に五月倶楽部を探索しつつ、伴侶となる相手を見付ける。ストーリーは攻略対象によって分岐し、一部の例外を除き、最終日を迎えることなくエンディングになるため、無駄に時間を使う必要がない。ストーリー性重視であり、第1作での難易度は低めであったが、第2作ではやや難しくなった。

## 「五月倶楽部」について
2023年、人望町にV.R.デートスポット「五月倶楽部」が先行オープンした。端末にあるヘッドギアを被ると、脳神経に直接信号を送りこみ、五感を忠実に再現することができるのである（V.R.デート☆五月倶楽部）。
仮想現実世界では、リアルにシミュレートされた町並みが再現されており、本格オープンの暁には、世界の誰と、どこにいても、まるですぐそばにいるかのように交流ができるようになる予定である。匿名性はなく、実名で登録しなければならないが、秘話機能によって、会話はもちろん、姿形も他の利用者から隠せるようになっている。
その後、五月倶楽部は事業として成功を収め、順調に発展を続けた。2050年には、業界最大手として繁栄している（V.R.デート☆五月倶楽部2）。
システム的には、ソーシャル・ネットワーキング・サービスやオンラインゲームをさらに発展させたものといえる。
ゲーム中では、モーニングタイム（朝）、デイタイム（昼）、イブニングタイム（夕）に分けられ、利用するか、寝ると時間が進む。ただし、第1作では主人公の所持金の都合で、利用回数に制限があるため、ぶっ通しで行くことはできない。また、第2作では利用回数は無限だが、代わりに学校に行く必要があり、出席日数が不足するとバッドエンド（ゲームオーバー）になってしまう。いずれも、時間切れによるバッドエンドがある。

## V.R.デート☆五月倶楽部

### 1のストーリー
大学生の工藤肇は、就職の内定も貰い気楽な毎日を送っていた。しかし、恋人がいないことが心残りだった。そんなある日、「五月倶楽部」のダイレクトメールを受け取った。
はじめは胡散臭いと思っていた肇だが、仮想現実空間で恋人をナンパできればと思い立ち、五月倶楽部に入会することに決めたのだが…。

### 1の登場人物
工藤 肇（くどう はじめ）
主人公。自由ヶ丘大学4回生。CAT通商に就職内定済み。卒業を目前に控え、五月倶楽部で恋人を見付けようとする。出会った相手とすぐ肉体関係に持ち込もうとして呆れられることも。お調子者の一面はあるが、困った相手には親身に協力する。また、基本的に顔は表示されないが、実はかなりの美形である。
三田沼一美に、五月倶楽部での姿を女に改造されてしまう場面で顔を見せる。
浅香 きらら（あさか きらら）
南三原高校（DXでは「南三原学園」）生を名乗る赤毛の少女。肉感的なお姉さんだが、言動は見かけより幼い。ゲームが大好きで、RPG『ポコペン君の大冒険』シリーズのファン。ゲーム開始直後に登場するが、ストーリーの進行は一捻りも二捻りもある。
五月倶楽部での彼女は、実は姉の遙（うらら）の姿。きららは中学2年生で、遙の目を盗んで彼女のIDを盗みだし、五月倶楽部に入り浸っていた。遙の友人に正体が発覚しそうになるイベントがあり、上手く切り抜けないとそこで攻略失敗になる。南三原高校は、彼女の志望校。北米版及びDX版では、一部シーンの削除や設定変更がされている。
三田沼 一美（みたぬま かずみ）
神出鬼没のハッカー（クラッカー）。紺色の長髪と白衣が特徴。五月倶楽部のシステムを熟知し、管理者の目もくぐり抜けている。肇を実験材料に使おうとする。趣味はハッキングと寝ること。
子供の頃いじめられたために、現実では異性と上手く話すことができない。また、それがきっかけでレズビアンになった。五月倶楽部の中なら、異性にも対等に振る舞える。新井美里の先輩で、速水浩美の友達だが、こちらとは普通に友達づきあいしている。篠原秋穂や一条舞菜のシナリオでもキーパーソンになるなど、陰の主役といえる存在。
新井 美里（あらい みさと）
鳥嶋大学に合格した、高校3年生。栗色の髪をした少女。五月倶楽部には暇つぶしに来たという。趣味はリボンの収集と水泳。
実は工藤肇の幼なじみ。子供の頃、二人でお医者さんごっこに手を出したことを美里の親に見とがめられ、二人は引き離されてしまった。それ以来の再会であったが、肇は美里を完全に忘れており、初対面と思い込んでナンパして来た。ショックを受けた美里は、何とか思い出して貰おうと、先輩の三田沼一美と相談して一芝居打つ。北米版及びDX版では、一部シーンの削除や設定変更がされている。
西倉 圭子（にしくら けいこ）
水商売のお姉様。名刺には歌手とある。金髪で派手な外見だが、私生活は意外と慎ましく、コンビニ総菜暮らし。しかしアクセサリー集めが好きで、結構な出費をしている。圭子によれば五月倶楽部料金は男の方が高く、女も容姿などによって料金差があるという。
地方からの上京で、農家の出。ビッグになると上京した初恋の人を追ってきたが、彼が女のヒモになっていた現実を見て失望する。金髪はアクセサリーの効果で、外すと茶髪になる。
速水 浩美（はやみ ひろみ）
ボーイッシュで元気いっぱいの、ピンク色の髪をした少女。ボク少女。気さくだが惚れっぽく、思い詰めたら一直線のところがある。三田沼一美の友達。趣味は刺繍、料理、編み物。
実は男性。トランスジェンダーで、人格は女性。三田沼一美に五月倶楽部での姿を女に改造して貰っていた。
西久保 理恵子（にしくぼ りえこ）
緑髪の女性。口が悪く、初対面から肇を翻弄する。しかし、いざコトに及ぼうとすると動揺してしまう。趣味はおいしい店探し、旅行。
人妻で、夫の次郎がセックスしてくれない欲求不満から五月倶楽部に来ていた。次郎は露出狂で、二人っきりでは興奮しないのだった。そこで次郎は、成り行きで肇に二人のセックスを見てくれと頼んでしまう。
篠原 秋穂（しのはら あきほ）
短大卒。紫髪のOL。総務部人事課所属。真面目で有能なのだが、便利な雑用係として扱われる日々と、人事を見て短大卒の出世の望めなさに鬱憤をためている。また、自由ヶ丘大卒はうちの会社では窓際族という話をして、肇を不安がらせる。しかし、どこの会社なのかは教えてくれない。怒ると口調が変わり、思い切り襟を絞めてくる。趣味はマンウォッチング、音楽。
元暴走族（レディース）のヘッドで、怒ると当時の地が出る。力もかなり強い。実はCAT通商の社員であり、入社した肇の先輩（年齢は下）になる。CAT通商の上層部は鳥嶋大卒の派閥で固められているとのこと。
光沢 美琴（みつざわ みこと）
自主規制団体「バーチャルウェア倫理機構」職員。焦げ茶色の髪で、唯一メガネをかけている。ゲーム後半に頻繁に現れ、屋外でセックスしようとする利用者を注意するなど、風紀の引き締めに取りかかる。肇に対しても頻繁にその行動を監視しようとする。趣味は紅茶、お菓子。
肇の行動をこっそりチェックしており、五月倶楽部内で他の利用者とセックスに及んだ場合、美琴は怒るので彼女とのエンディングは迎えられなくなる。ただし、三田沼一美の行動は見破れない。
菅原 鈴（すがはら れい、すがわら れい）
作品中で表記揺れあり。青髪の少女。内気で引っ込み思案な性格。さらに映画の好みもマニアックで、なおさら会話が弾まない。それを何とかしようと、五月倶楽部で特訓しようとする。趣味は読書、映画、料理。
SMに目覚めるが、彼女がSとMどちらになるかは選択肢によって決まる。
一条 舞菜（いちじょう まいな）
DXで追加された人物。淡い紫色の髪が特徴。過保護な父親のストーカー行為に悩まされているお嬢様。世間知らずでとんでもない大ボケをかますが、芯は強い。父親はCATグループを貶している。
実は、父親はCATグループの総帥。

## V.R.デート☆五月倶楽部2

### 2のストーリー
高校3年生の五月圭介は、五月倶楽部を興した「五月電子」創業者の二代目。圭介は卒業したら海外留学したいと思っていたが、社長は逆手に取ろうとする。社長は、海外留学の費用を出す代わりに、宣伝も兼ねて五月倶楽部で生涯の伴侶を見付けてくるよう圭介に要求してきた。だが、圭介は授業にあまり出ていなかったため、何日かは登校しないと、日数不足で落第になってしまう。
圭介は、何とか学校と伴侶捜しを両立しようとするのだが。